# آنجلیکا کاتالانی
آنجلیکا کاتالانی (ایتالیایی: Angelica Catalani؛ ۱۷۸۰ – ۱۲ ژوئن ۱۸۴۹) یک خواننده اپرا اهل ایتالیا بود.
صدای او از نوع سوپرانو با گستردگی ۳ اکتاو بود. انعطاف‌پذیری و قدرت بی‌نظیر صدایش به حدی بود که او را مبدل به یکی از تکنیکی‌ترین و ماهرترین خوانندگان تمامی اعصار نمود.
وی شاگردان زیادی را نیز تربیت کرد که از آن میان، می‌توان به «فانی کوری-پالتونی» و «لُر سینتی دامورو» اشاره نمود.
آنجلیکا کاتالانی در اثر ابتلا به بیماری وبا، در سن ۶۹ سالگی در پاریس درگذشت.